# Marguerite Louise d’Orléans

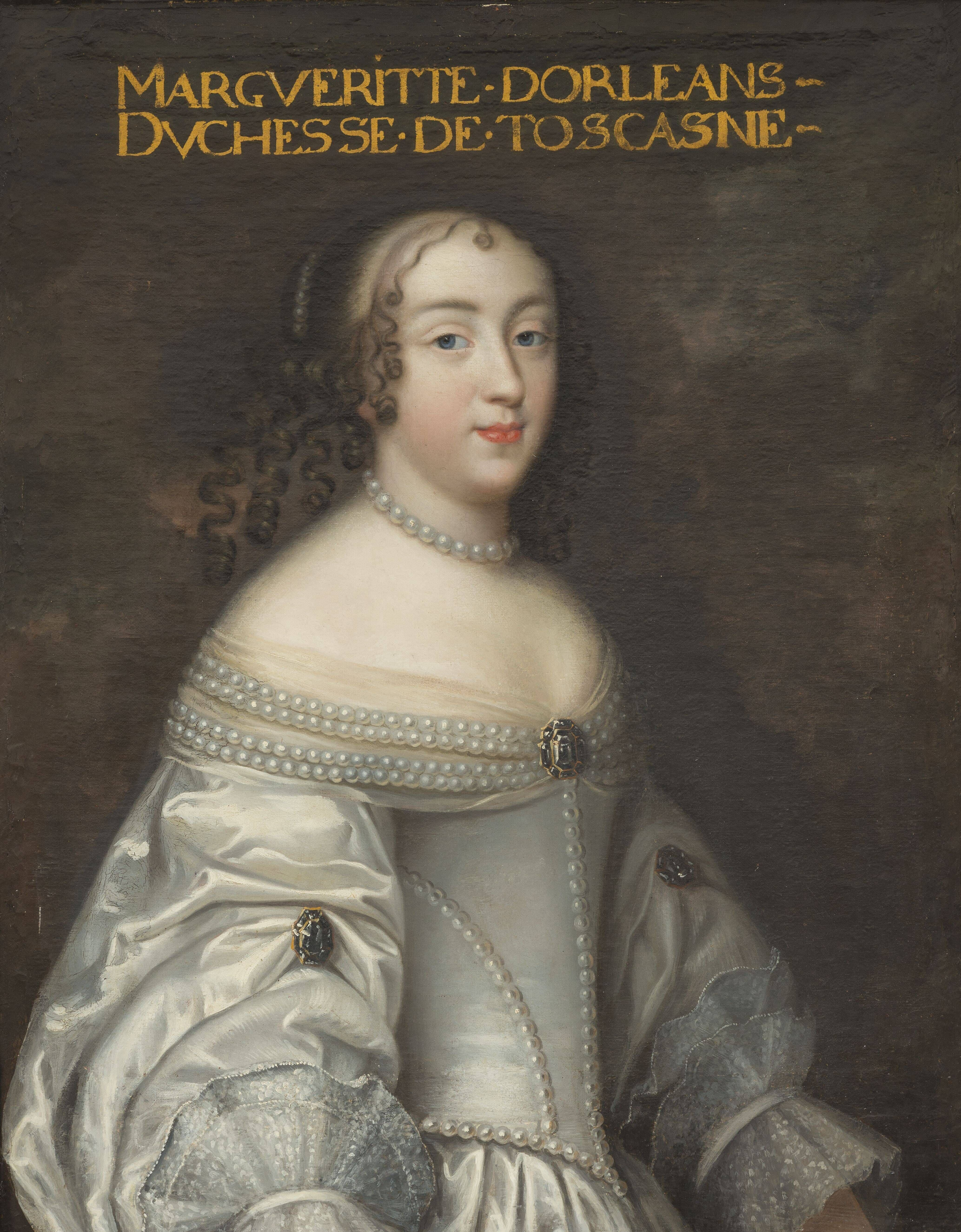
Marguerite Louise d’Orléans, zeitgenössisches Porträt

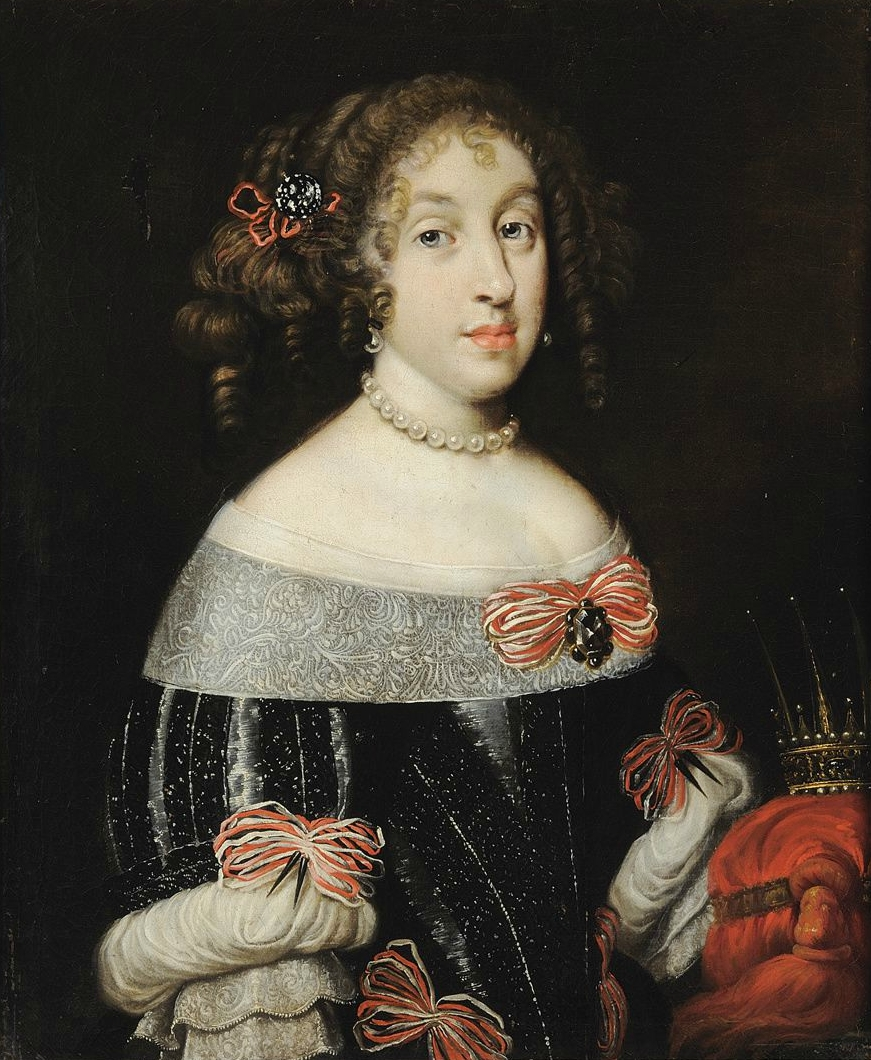
Marguerite Louise d’Orléans

Marguerite Louise d’Orléans (* 28. Juli 1645 in Blois; † 17. September 1721 in Paris), eigentlich Marguerite Louise de Bourbon-Orléans, war durch Heirat mit Cosimo III. de’ Medici vom 23. Mai 1670 bis 17. September 1721 Großherzogin der Toskana.

## Leben
Marguerite Louise war eine Tochter des Herzogs Gaston d’Orléans und dessen zweiter Frau Margarete von Lothringen. Über ihren Vater war sie die Cousine Ludwigs XIV. Sie verbrachte ihre Kindheit in den Jahren der Fronde auf Schloss Blois, wohin Kardinal Jules Mazarin ihren Vater wegen seiner ständigen Intrigen im Jahr 1652 endgültig verbannt hatte.
Die Heiratspläne für ihren späteren Mann, Cosimo III. de’ Medici, Großherzog der Toskana sahen zuerst eine sächsische Prinzessin vor, doch Kardinal Mazarin brachte die Cousine Ludwigs XIV. ins Spiel. Die Verhandlungen über die Heirat zogen sich wegen der enormen Mitgiftforderung über drei Jahre hin. Die amazonenhafte und lebenslustige Marguerite war abgeneigt, nach Florenz zu gehen, denn Cosimo galt als Frömmler und Langweiler, der dortige Hof als trist. Am 20. Juni 1661 fand trotzdem die Trauung statt. Die Ehe ließ sich schlecht an. Bald verweigerte Marguerite Louise ihre ehelichen Pflichten und wurde 1664 vom Hof entfernt.
Ein Jahr später kehrte sie nach Florenz zurück und söhnte sich mit ihrem Mann aus. Der politisch und menschlich schwache Cosimo geriet immer mehr unter den Einfluss seiner Mutter. 1672 verlangte Marguerite die Trennung. Drei Jahre später durfte sie in das Kloster Montmartre in Paris übersiedeln, wo sie einen verschwenderischen Lebensstil pflegte, verschiedene Affären hatte und am Hof von Ludwig XIV. in Versailles dem Glücksspiel frönte. Später wohnte sie im Kloster Saint-Mandé.
Marguerite Louise de Bourbon-Orléans starb einsam und fast vergessen, als Erbin ihrer Schwester Elisabeth allerdings sehr vermögend, in ihrem Haus an der Place des Vosges in Paris. Sie wurde auf dem Picpus-Friedhof beigesetzt.

## Nachkommen
Marguerite Louise d’Orléans hatte mit ihrem Ehemann Cosimo III. de’ Medici folgende Kinder:
- Ferdinando (* 9. August 1663; † 31. Oktober 1713), ⚭ 19. Januar 1689 Violante Beatrix von Bayern, Tochter des bayerischen Kurfürsten Ferdinand Maria
- Anna Maria Luisa (* 11. August 1667; † 18. Februar 1743), ⚭ 5. Juni 1691 Johann Wilhelm, Kurfürst von der Pfalz
- Gian Gastone (* 24. April 1671; † 9. Juli 1737), ab 1723 Großherzog der Toskana, ⚭ 2. Juli 1697 Anna Maria Franziska von Sachsen-Lauenburg, Tochter des Herzogs Julius Franz

Siehe auch: Stammliste der Bourbonen